# Cheilanthes hastata
Cheilanthes hastata är en kantbräkenväxtart som först beskrevs av Carl von Linné den yngre, och fick sitt nu gällande namn av Kze. Cheilanthes hastata ingår i släktet Cheilanthes och familjen Pteridaceae. Inga underarter finns listade.